# Euplectrus acutigaster
Euplectrus acutigaster är en stekelart som beskrevs av Zhu och Huang 2003. Euplectrus acutigaster ingår i släktet Euplectrus och familjen finglanssteklar.
Artens utbredningsområde är:
- Guinea.
- Papua Nya Guinea.

Inga underarter finns listade i Catalogue of Life.